# ماروسوا
ماروسوا (بالفرنسية: Marosoa)‏ هي مدينة وبلدية في مدغشقر. وهي تابعة لمقاطعة أمبوسيترا، وهي جزء من منطقة أمورونئي مانیا. قُدر عدد سكان البلدية بنحو 12.000 نسمة في تعداد عام 2001.
يتوفر في المدينة كل من التعليم الابتدائي والمستوى الثانوي. غالبية 95 ٪ من سكان البلدية هم من المزارعين. وأهم المحاصيل هي الأرز والكسافا، في حين أن تحظى منتجات زراعية الهامة أخرى بالأهمية كالبطاطس والبطاطس الحلوة. وتوفر الخدمات فرص عمل لـ5٪ من السكان المتبقين.
في 15 فبراير 2018، أدرجت اليونسكو الموقع الصناعي السابق الواقع بالمدينة ضمن القائمة الإرشادية لمواقع التراث العالمي في مدغشقر ضمن الفئة الثقافية."Ancien site industriel de Mantasoa - UNESCO World Heritage Centre". اليونسكو. مؤرشف من الأصل في 2019-09-13. اطلع عليه بتاريخ 2018-04-11.